# Luis Alberto Urrea

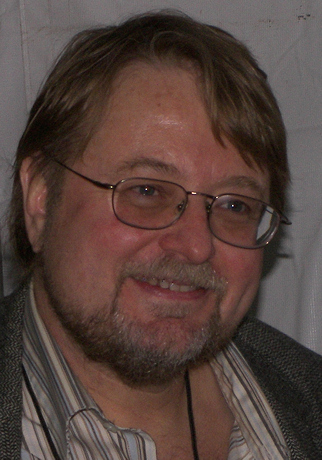
Luis Urrea (2009)

Luis Alberto Urrea (* 20. August 1955 in Tijuana) ist ein mexikanisch-US-amerikanischer Schriftsteller.

## Leben
Urrea wurde in Tijuana, Mexiko geboren, hat aber den Großteil seines Lebens in den USA verbracht. Sein Vater war Mexikaner, seine Mutter US-Bürgerin.
Sein literarisches Schaffen brachte ihm bereits mehrere Preise und einen Rang auf den Bestseller-Listen ein. Es zeichnet sich vor allem durch die Behandlung der ambivalenten Identitäts- und Migrationsproblematik im Zusammenhang mit der Grenze zwischen den USA und Mexiko aus. Sein literarisches Werk wird daher der sogenannten Chicano-Literatur zugerechnet.
Sein Sachbuch The Devil’s Highway war im Jahr 2005 für den Pulitzer-Preis nominiert, das autobiographische Nobody’s Son: Notes from an American Life gewann 1999 den American Book Award. 2010 gewann er den Edgar Allan Poe Award in der Kategorie Beste Kurzgeschichte für seine Story Amapola. 2014 wurde Urrea mit dem Paul Engle Prize ausgezeichnet.
The Water House, eine Sammlung von Kurzgeschichten, wurde 2016 von der Washington Post mit dem Titel Best Book of the Year ausgezeichnet. 2017 gewann Urrea den American Academy of Arts and Letters Award in Literature.
Der Autor lehrt Creative Writing an der University of Illinois at Chicago.

## Werke
- 1993 Across the Wire
- 1994 In Search of Snow
- 1994 The Fever of Being
- 1996 By the Lake of Sleeping Children
- 1997 Ghost Sickness
- 1998 Nobody’s Son
- 1999 Wandering Time
- 2002 Six Kinds of Sky
- 2004 The Devil’s Highway
- 2005 The Hummingbird’s Daughter (dt. Kolibris Tochter. Pendo-Verlag, München, 2007)
- 2009 Into The Beautiful North
- 2011 Queen of America
- 2015 Tijuana Book of the Dead
- 2015 The Water Museum
- 2018 The House of Broken Angels